# Biddag en Dankdag voor Gewas en Arbeid
Biddag voor Gewas en Arbeid en Dankdag voor Gewas en Arbeid zijn twee gedenkdagen in het protestantisme in Nederland, waarin er speciaal gebeden (in het voorjaar) en gedankt (in het najaar) wordt voor de oogst en het werk.
In diverse (van oorsprong) vissersdorpen, zoals Katwijk aan Zee en Arnemuiden, wordt ook gebeden en gedankt voor de visserij en spreekt men van een Biddag en Dankdag voor Gewas, Arbeid en Visserij.

## Geschiedenis
Het gebruik om in moeilijke tijden een aparte bededag te houden zou ontstaan zijn in de middeleeuwen. Er waren toen vaste bededagen, zoals de quatertemperdagen en de kruisdagen. Daarbij ging het vooral om omstandigheden op seculier terrein: oorlog, honger en rampen. Na de reformatie in de 16e eeuw, toen grote delen van Nederland het katholicisme voor het protestantisme verruilden, werd het houden van bededagen door de reformatorische kerken overgenomen. In 1578 werd er door de Synode van Dordrecht bepaald dat er tijdens oorlog en andere rampen massaal gebeden en gedankt moest worden. Wanneer er vervolgens een bid- of dankdag nodig was, werd dit door de landelijke of provinciale overheden uitgeschreven. Een vaste dag om te danken werd in 1658 in de provincie Overijssel vastgesteld: "dat alle jaren op den 1sten Donderdag in de Mey door de geheele Provintie een Algem. Vast- en Bededag tot afweeringe van Godes Plagen en het verkrygen van een gezegende Somer zal worden geholden,- en dat op den eersten Donderdag in September weder een Generale Dankdag voor de veelvoudige verkregen segeningen en weldaaden zal worden gecelebreert." In de Dordtse Kerkorde staat in artikel 66 dat de classis aangewezen is om in tijden van oorlog, epidemieën, vervolging van de kerk en andere algemene rampen een speciale biddag of gebedssamenkomst uit te schrijven.
Toen de industrialisatie toenam, is de viering veranderd in dankdag voor gewas én arbeid. Tegenover de dankdag werd later ook een vaste dag om te bidden ingesteld.

## Tegenwoordig
Tegenwoordig is de biddag op de tweede woensdag van maart. Deze dag wordt biddag voor gewas en arbeid genoemd. De dankdag voor gewas en arbeid wordt gehouden op de eerste woensdag van november, met uitzondering van Zeeland waar deze wordt gehouden op de laatste woensdag van november. Lokaal kunnen er afwijkende data zijn: in de gemeente Tholen is biddag op de laatste woensdag van februari en dankdag op de derde woensdag van november. Als historische reden voor deze afwijkingen wordt genoemd dat in veel kerkelijke gemeenten de rol van dominee vacant was en het op een afwijkende dag gemakkelijker was om een dominee van elders naar de - vóór de deltawerken erg afgelegen - eilanden te laten komen om daar de kerkdiensten te leiden.
In de 21e eeuw worden zowel dankdag als biddag nog aangehouden door orthodox-protestantse kerken. Een groot deel van deze kerken houdt 's morgens en 's avonds kerkdiensten. Ook zijn er veel kerkgemeenten die de zondag erna een speciale gebedsdienst houden. In diverse (van oorsprong) vissersdorpen, zoals Katwijk aan Zee en Arnemuiden, wordt in de Hervomde Gemeente ook gebeden en gedankt voor de visserij en spreekt men van een Dankdag en Biddag voor Gewas, Arbeid en Visserij. Doordat de agrarische sector geen grote stempel meer op de Nederlandse maatschappij drukt, ligt de nadruk in de gebedsdiensten niet sterk meer bij het "gewas", maar meer bij de "arbeid", het leven in de eigen gemeente, de economie, actualiteiten en de wereld in het algemeen. In plaatsen als Urk, Staphorst, Genemuiden, Opheusden, Ouddorp zijn veel winkels de hele dag gesloten. De Urker vissersvloot blijft voor biddag een hele week (de 'bidweek') thuis. In Ouddorp en omstreken worden de diensten voor beide dagen ook op de zondag erna gehouden, zodat de vissers erbij kunnen zijn.
Urk kent een aparte dankdag en biddag voor de visserij, die op respectievelijk 31 december en de tweede woensdag van februari worden gehouden. Deze traditie ontstond rond het begin van de 20e eeuw. Op beide dagen zijn vrijwel alle winkels, bedrijven, scholen en gemeentelijke instellingen gesloten, als waren het zondagen. De dank- en biddag voor gewas en arbeid worden in Urk samen met de dankdag en biddag voor visserij gehouden.

### Maatschappelijk
Onder het motto "bid én werk" is het bij een aantal kerkgemeenten gebruikelijk om op dankdag allerlei goede (gedragen) kleding, dekens en speelgoed in te zamelen voor landen in Oost-Europa zoals Roemenië, Wit-Rusland of Oekraïne. Daarnaast is een financiële bijdrage noodzakelijk om het transport van de ingezamelde goederen, dat vaak in eigen beheer wordt gedaan, te kunnen verzorgen.
De status van "vrije dag" hebben bid- en dankdag vrijwel overal in Nederland verloren, behalve op orthodox-protestantse (vaak reformatorische) scholen, die op deze dagen wel gesloten zijn. Ook zijn er enkele christelijke middelbare scholen die voor de donderdag na bid- of dankdag geen huiswerk opgeven, zodat kinderen die waarde aan beide dagen hechten daar op school geen hinder van ondervinden. 
Op verzoek van de SGP werden de gemeenteraadsverkiezingen in 2006 op dinsdag 7 maart gehouden in plaats van de oorspronkelijk daarvoor bestemde woensdag 8 maart, om niet met de biddag te conflicteren. In kerkelijke gebouwen zitten soms ook stembureaus en dat zou elkaar in de weg kunnen zitten.

## Buiten protestants Nederland

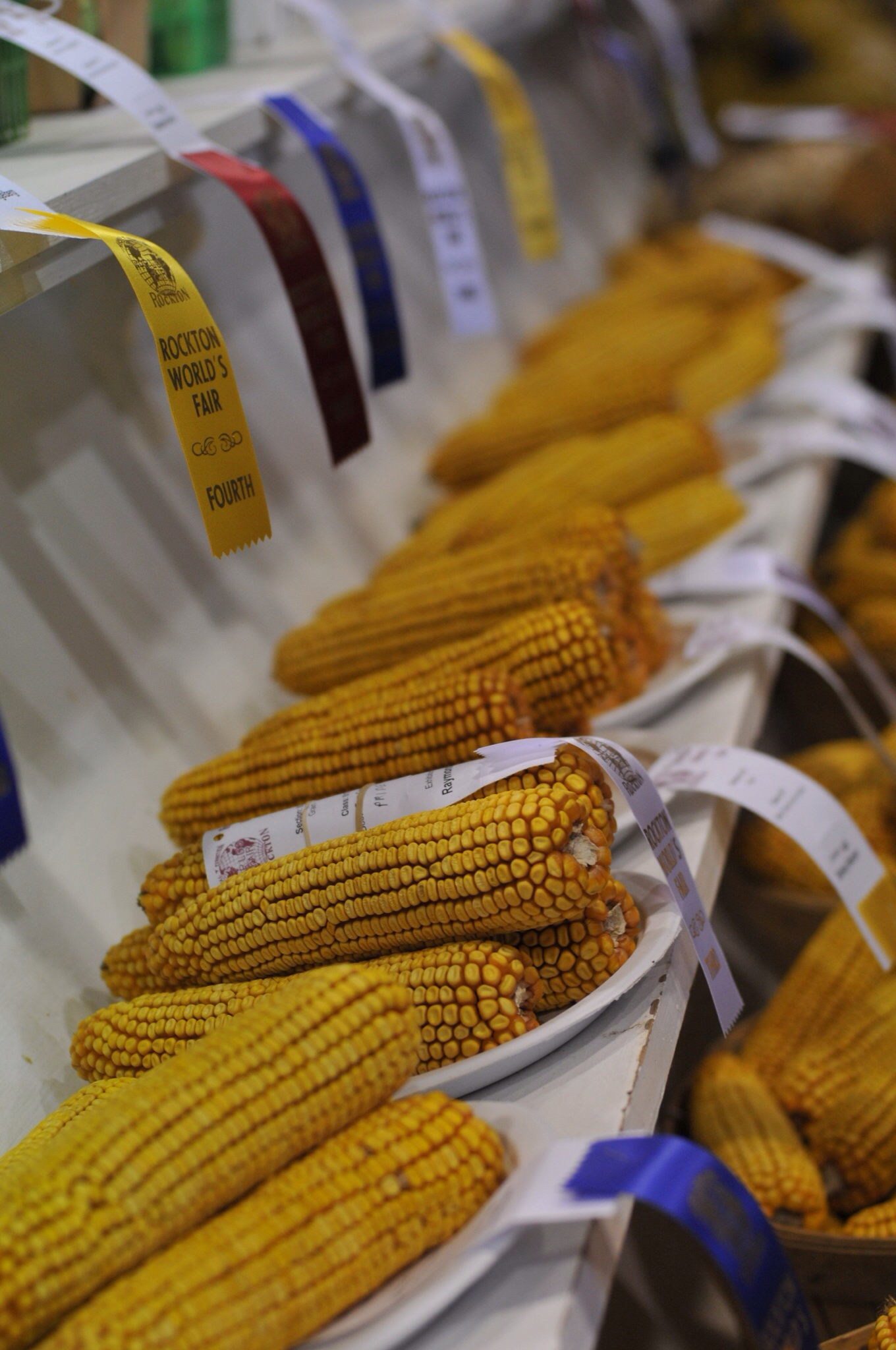
Rockton World's Fair, een jaarlijks oogstfeest in zuid Ontario

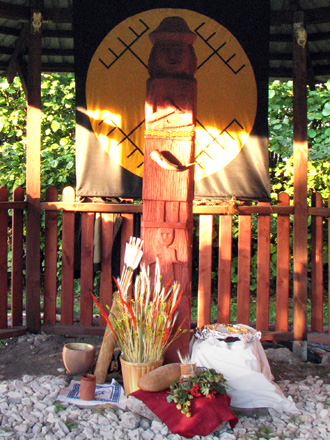
Offergaven tijdens het oogstfeest in de inheemse Poolse kerk (2007)

Een soortgelijk evenement als bij de protestanten wordt in de Katholieke Kerk de kruis– en quatertemperdagen genoemd. Dit gebruik stamt uit de vijfde eeuw, maar is in Nederland grotendeels van de liturgische kalender verdwenen. Voor zover bekend worden deze dagen wél in Duitsland, Oostenrijk en Luxemburg aangehouden. In 2005 werd door de Nederlandse katholieke bisschoppen besloten om deze dagen weer op de liturgische kalender te zetten, om aan te laten sluiten bij de protestantse bid- en dankdagen. De katholieke Oogstdankdagen in Heiloo zijn nooit van de kalender verdwenen en zijn elk jaar in september behoorlijk populair.
Bid- en dankdagen voor protestanten zijn in de rest van de wereld niet overal even gangbaar. Duitsland kende in de 20e eeuw nog een officiële Buß- und Bettag (boete- en gebedsdag). Op deze dag, die jaarlijks in november gehouden werd, was heel Duitsland vrij. De dag was ooit door de protestantse Duitse rijkskanselier Bismarck ingesteld, omdat hij het belangrijk vond dat ook de protestanten een eigen gebedsdag hadden. In 1995 werd de dag officieel afgeschaft. In sommige Evangelische kerken wordt er nog wel aandacht aan deze gebedsdag besteed. Veel overeenkomst met de Dankdag in Nederland heeft het Erntedankfest, oogstfeest, dat veelal op de eerste zondag in oktober gevierd wordt. Zowel de Anglicaanse Kerk in Engeland, de Verenigde Protestantse Kerk in België, de Fédération protestante de France als de Zweedse nationale Kerk gaven in 2005 te kennen geen speciale landelijke gebedsdag te kennen, hoewel er in bijzondere gevallen zoals nationale rampen wel gebedsdagen worden uitgeroepen. In Denemarken is de ‘Store Bededag’ (grote gebedsdag) een officiële vrijedag die jaarlijks op de vierde vrijdag na Pasen valt. Op 5 Februari 2023 vond er een grote demonstratie in Kopenhagen plaats tegen het besluit van de Deense regering om deze vrije dag af te schaffen. In  Zuid-Afrika bestaat er een speciale dankdag, die in april of mei valt omdat het in het zuidelijk halfrond ligt. In de Verenigde Staten en in Canada kent men Thanksgiving Day.